# Ioan Suciu (scriitor)
Ioan Suciu (n. 2 mai 1948, Sibiu) este un economist și prozator român.

## Biografie
Ioan Suciu s-a născut la Sibiu și și-a petrecut copilăria 
în orașul Agnita. În anul 1955 s-a mutat cu familia în București, unde a urmat studiile liceale la actualul Liceu de Informatică din București. După absolvirea liceului, urmează cursurile Academiei de Studii Economice din București. Obțíne diploma de licență în științe economice în 1971. Lucrează în Ministerul Comerțului, Ministerul Finanțelor și la Consiliul Concurenței, ca auditor.
Debutează cu proză în anul 1979 în revista România literară. Colaborează înainte de 1989 la revista Viața Românească.Îi sunt publicate în revistele online Respiro și Egophobia diferite scrieri ale sale, iar din 1993, colaborează la revista Luceafărul 

## Volume
- Vânătoare de roboți, povestiri, București, Editura Albatros, 1982 [3] [4] [5]

- Cu zâmbetul pe buze, volum colectiv, București, Editura Albatros, o povestire, 1989 [6]
- Trei sute de trepte, roman, București,Editura Tracus Arte, 2011 [7] [8]
- Candelabrul galben, povestiri, București, Editura Tracus Arte,2012 [9]
- Omul de fier, povestiri, București, Editura Karth, 2014 [10] [11]
- Instituția, roman, București, Editura Tracus Arte, 2015 [12] [13]
- Femeia de porțelan, povestiri, Brașov, Editura Pastel, 2016 [14]
- Momâia, nuvele, București, Editura Tracus Arte, 2017 [15] [16]
- Năucul, roman, Editura Aius,Craiova, 2018 [17] [18] [19]

- Omul de sticlă, povestiri, Editura Ideea Europeană,București, 2019 [20] [21] [22]
- Furnicile uriașe, povestiri, București, Editura Tracus Arte, 2020 [23]
- Minorul,roman,Editura Aius,Craiova, 2021,[24]
- Bătrânii - vol I, roman, Editura Ideea Europeană,București, 2023 [25]
- Bătrânii - vol II, roman, Editura Ideea Europeană,București, 2025[26]